# 逢坂三重子
逢坂三重子（日语：逢坂みえこ，1957年5月16日—），日本漫畫家，出身於大阪府。

## 經歷
關西大學文學部英文學科畢業。
1982年作品〈美味しいのがいい!〉刊登於少女漫畫雜誌《ぶ〜け》而出道。除了創作少女漫畫，也在男性向雜誌連載。
1991年以《永遠の野原》獲得第15回講談社漫畫賞少女部門賞。 

## 作品
逢坂的漫畫大多沒有中文出版社引進，唯一有授權中文翻譯的作品為描述消防員主題的《浴火美人心》，該作品曾兩度改編為真人版電視劇。